# Hannibal Rising
Hannibal Rising – Ondskan Vaknar (originaltitel: Hannibal Rising) är en amerikansk skräckfilm från 2007, den femte filmen om Hannibal Lecter, men den första i kronologisk ordning.

## Handling
Denna prequel handlar om bakgrunden till att Hannibal blev en seriemördare, uppvuxen tillsammans med sina föräldrar och sin syster Mischa i en liten stuga i Litauen. Fruktansvärda saker händer hans lillasyster i det tyskockuperade landet under andra världskriget, vilket kulminerar efter att några utsvultna, sovjetiska soldater/desertörer tar över huset där barnen Hannibal och Mischa vistas själva. Senare återfinns Hannibal som medicinskt studerande i Paris, bosatt hos sin farbrors änka, Lady Murasaki som han senare blir förälskad i. Hannibal planerar en gruvlig hämnd för sin mördade lillasyster Misha.

## Rollista (urval)
| Gaspard Ulliel      | – Hannibal Lecter           |
| Li Gong             | – Lady Murasaki Shikibu     |
| Dominic West        | – Inspector Popil           |
| Rhys Ifans          | – Grutas                    |
| Richard Brake       | – Enrikas Dortlich          |
| Kevin McKidd        | – Petras Kolnas             |
| Stephen Walters     | – Zigmas Milko              |
| Ivan Marevich       | – Bronys Grentz             |
| Charles Maquignon   | – Paul 'The Butcher' Momund |
| Helena Lia Tachovka | – Mischa Lecter             |